# 月球是綠乳酪做的

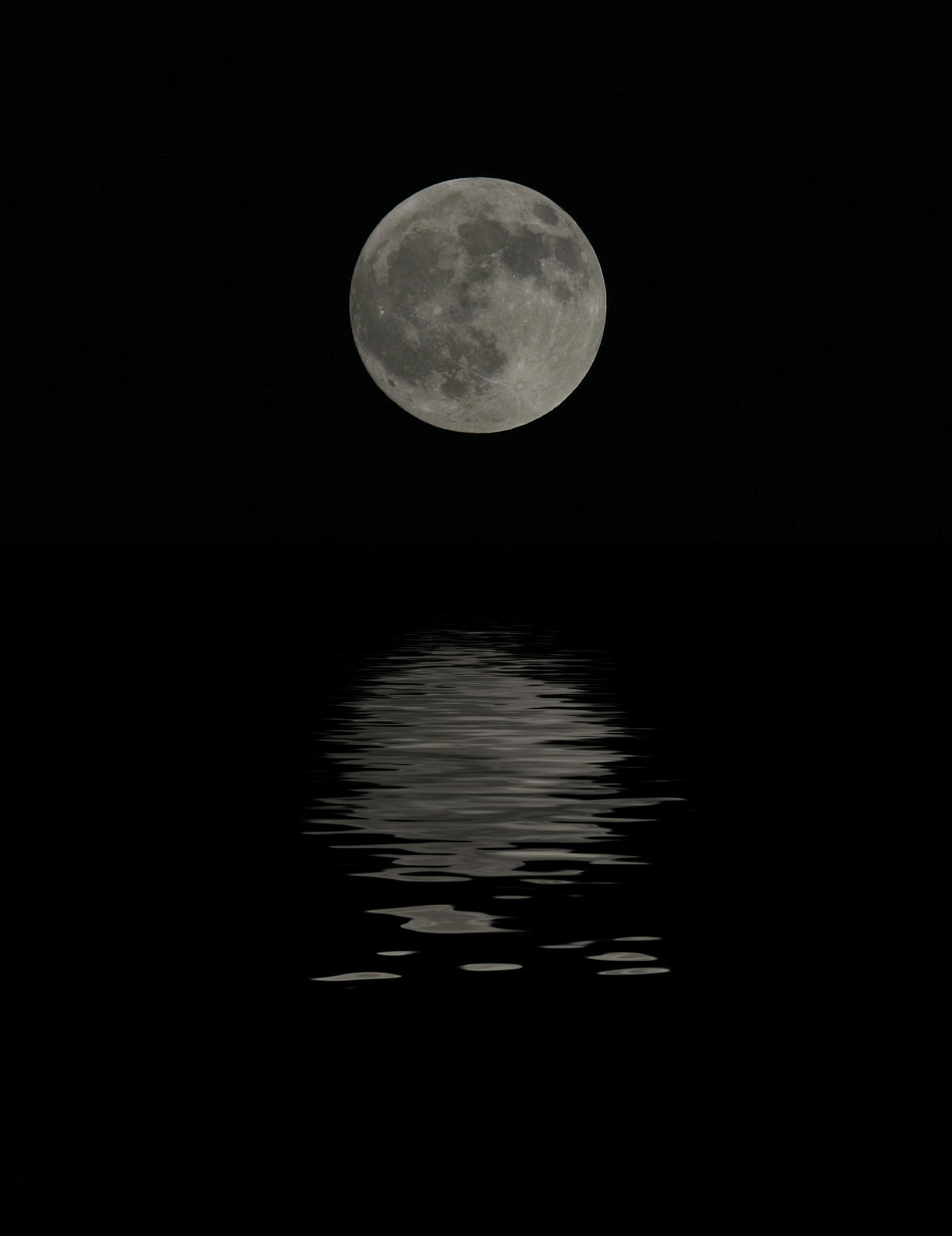
月球在水中的倒影。

“月球是綠乳酪做的”是指月球是由乳酪組成的一種幻想和聲明。它的起源是有系統表達在寓言的語根中，被輕信的諺語和隱喻；這是指傻子看見月球在水中的倒影和錯誤的以為是圓乳酪輪。它是普遍被作為是解許多文化的民俗主題或文化基因，並且這一概念也存在於兒童的民俗和大眾流行文化中。
“綠乳酪”這種措辭，儘管現代人會從字面上解釋為參考的顏色，但在諺語上只是指新鮮的乳酪（事實上，有時也會用“奶油乳酪”一詞）。
從來沒有實際的信仰或流行的歷史，指稱月球是綠乳酪做的（參考扁平地球的神話）。事實上，它通常被作為輕信的一個極端例子。
在比喻和文化基因顯示的特徵中，這一概念是無處不在的。

## 現行的簡史
在遠古時代的月球，就像天球上其他塵世之上的王國，被認為是由超凡脫俗，就像亞里斯多德所定義在天上的第五元素。哥白尼革命在時間上瓦解了此一觀點，如同伽利略在1610年發表的星際使者傳達他的望遠鏡發現無規律的月球表面，建議地球和月球的多元世界（還有其它的天體）有著相同的物理本質。在太空時代，登陸月球首度可以直接檢查月球岩石，建議了巨大撞擊說。但對月球起源有不同影響的月球地質的總體組成比例仍在辯論中。

## 寓言

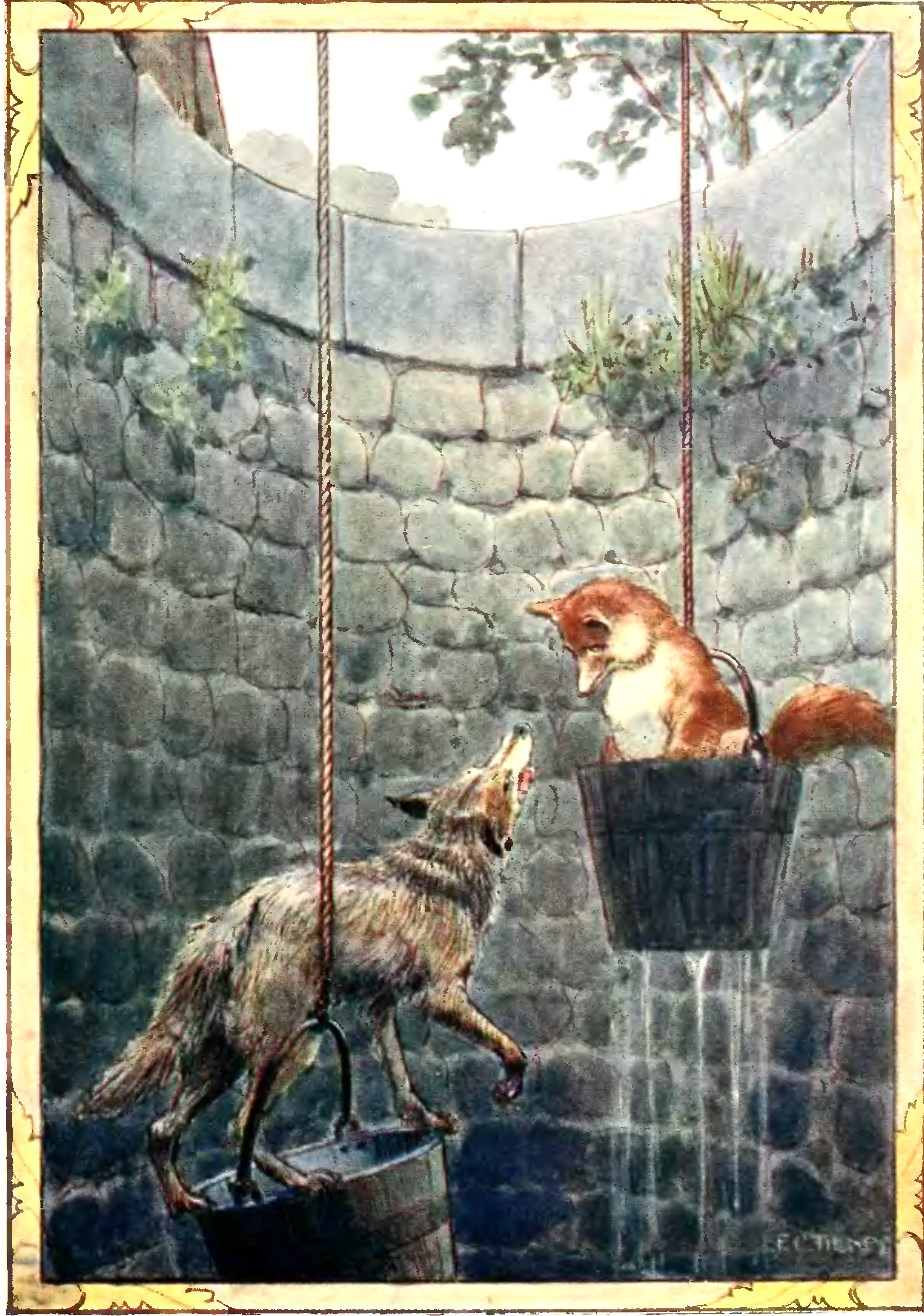
狼因體重過重而降落

在不同國家的比較神話中存在著某個家庭的故事，涉及某個傻子看見月球的影像誤以為它是圓的乳酪： 
... 斯洛伐克故事：狐狸引導著狼相信投映在水中反射的月亮是乳酪，而狼嘗試喝光水來吃到乳酪；
祖魯故事的鬣狗丟棄骨頭去追逐月球在水中的倒影；
加斯柯尼故事說一位佃農在月夜下用水潑撒他的驢子。一朵雲遮住了月光，而農夫以為驢子讓月光醉倒了，於是殺了這隻驢子，讓月球恢復明亮；
土耳其故事：Khoja Nasru-'d-Din認為月球掉進了井裡，於是用繩子和鍊子把它拖出來。在他的努力下，繩子斷了，使他跌倒，但也看見月球在天空中，於是讚頌真主月亮是安全的；
蘇格蘭的故事說狼在反射的月光下用尾巴來捕魚；——G. H. 麥肯奈特
。

## 外部連結
- . TV Tropes.   [October 26, 2013]. （原始内容存档于2021-01-19）.